# Treiten
Treiten är en ort och kommun i distriktet Seeland i kantonen Bern, Schweiz. Kommunen har 429 invånare (2023).